# Tyrvis härad
Tyrvis härad är ett före detta härad i Åbo och Björneborgs län i Finland.
Ytan (landsareal) var 1775,9 km² 1910; häradet hade 31 december 1908 34.910 invånare med en befolkningstäthet av 19,2 inv/km².

## Landskommuner
De ingående landskommunerna var 1910 som följer:
- Karkku
- Kiikka
- Kikois, finska: Kiikoinen
- Lavia
- Mouhijärvi
- Suodenniemi
- Suoniemi
- Tyrvis, finska: Tyrvää